# Cryptaspidia pubera
Cryptaspidia pubera är en insektsart som beskrevs av Carl Stål. Cryptaspidia pubera ingår i släktet Cryptaspidia och familjen hornstritar. Inga underarter finns listade i Catalogue of Life.